# 鬱林州
鬱林州（うつりんしゅう）は、中国にかつて存在した州。唐代から民国初年にかけて、現在の広西チワン族自治区玉林市一帯に設置された。

## 概要
665年（麟徳2年）、唐により貴州の石南・興徳・鬱平の3県を分割して鬱州が置かれた。666年（乾封元年）、鬱州は鬱林州と改称された。742年（天宝元年）、鬱林州は鬱林郡と改称された。758年（乾元元年）、鬱林郡は鬱林州の称にもどされた。鬱林州は嶺南道の桂管十五州に属し、石南・鬱林・興業・興徳・潭栗の5県を管轄した。
宋のとき、鬱林州は広南西路に属し、南流・興業の2県を管轄した。
元のとき、鬱林州は湖広等処行中書省に属し、南流・博白・興業の3県を管轄した。
明のとき、鬱林州は梧州府に属し、博白・北流・陸川・興業の4県を管轄した。
1725年（雍正3年）、清により鬱林州は梧州府から離脱し、直隷州となった。鬱林直隷州は博白・北流・陸川・興業の4県を管轄した。
1912年、中華民国により鬱林州は廃止され、鬱林府と改められた。1913年、鬱林府は廃止され、鬱林県とされた。